# Tratado de Viena (1657)
El Tratado de Viena firmado el 27 de mayo de 1657 fue un pacto de alianza austro-polaco suscrito durante la segunda guerra del Norte. El emperador Habsburgo Fernando III había accedido a entrar en guerra contra Suecia y a apoyar al rey polaco Juan II Casimiro con cuatro mil soldados en el anterior Tratado de Viena (1656), pero su muerte en abril de 1657 desbarató el tratado, al que sustituyó el suscrito por su sucesor Leopoldo I. En este nuevo acuerdo, el nuevo emperador se comprometía a aportar a Juan Casimiro doce mil soldados para combatir contra la coalición sueco-brandeburguesa. Por su parte, los polacos accedían a sufragar el mantenimiento de estas tropas, que penetraron en Polonia en junio de ese año.